# Ben Daniels
Ben Daniels (nacido el 10 de junio de 1964) es un actor inglés. Inicialmente actor de teatro, Daniels fue nominado para un Premio Olivier al Mejor Actor de Reparto por Never the Sinner (1991), ganó el Premio Evening Standard al Mejor Actor por 900 Oneonta (1994), Mejor Actor en los Premios de Teatro M.E.N. por Martin Yesterday (1998), y ganó el Premio Olivier en 2001 al Mejor Actor de Reparto por su actuación en la obra de Arthur Miller All My Sons.
En 2008, Daniels hizo su debut en Broadway en una reposición de Les Liaisons Dangereuses, por la cual fue nominado al Premio Tony al Mejor Actor en una Obra de Teatro. Daniels también ha aparecido en series de televisión populares como Cutting It (2002–04), The Virgin Queen (2005), Law & Order: UK (2009–11), The Paradise (2013), House of Cards (2013–14), y The Exorcist (2016–17).
El 1 de abril de 2018, apareció en la versión televisada en vivo de NBC de la ópera rock Jesus Christ Superstar de Andrew Lloyd Webber y Tim Rice en el papel de Poncio Pilato. Daniels interpretó a Antony Armstrong-Jones, en la Tercera temporada de la serie de Netflix The Crown. Daniels protagonizó el papel de Walter Sampson en la serie de superhéroes de Netflix Jupiter's Legacy.
En 2023, interpretó al personaje del General Bel Riose en la serie de ciencia ficción de Apple TV+ Foundation.
En el 2024, protagonizó en la segunda temporada de la serie de terror de vampiros de AMC, Entrevista con el Vampiro, como el vampiro Santiago.

## Biografía
En 2008, Daniels hizo su debut en Broadway en una reposición de Les Liaisons Dangereuses, por la cual fue nominado al Premio Tony al Mejor Actor en una Obra de Teatro. Daniels también ha aparecido en series de televisión populares como Cutting It (2002-04), The Virgin Queen (2005), Law & Order: UK (2009-11), The Paradise (2013), House of Cards (2013-14), y The Exorcist (2016-17).
El 1 de abril de 2018, participó en la versión televisada en vivo de NBC de la ópera rock Jesus Christ Superstar de Andrew Lloyd Webber y Tim Rice en el papel de Poncio Pilato. Daniels interpretó a Antony Armstrong-Jones en la Tercera temporada de la serie de Netflix The Crown. Daniels también protagonizó el papel de Walter Sampson en la serie de superhéroes de Netflix Jupiter's Legacy.
En 2023, interpretó al personaje del General Bel Riose en la serie de ciencia ficción de Apple TV+ Foundation.

## Primeros años
Daniels nació el 10 de junio de 1964 en Nuneaton, Warwickshire. Su padre era ingeniero en Rolls-Royce y luego tendero, mientras que su madre tenía una tienda de ropa para niños. Él ha recordado: "Era un niño bastante tímido, pero también bastante disruptivo. Era muy astuto y desleal."
Daniels fue educado en la Manor Park School, una escuela pública integral en Nuneaton, cerca de Coventry, en Warwickshire (actualmente cerrada). Según Daniels, las lecciones de teatro en O-levels le dieron una voz, y cuando asistió a estudios de sixth form en el Stratford College entre 1980 y 1982, haciendo A-levels en estudios teatrales y literatura inglesa, asistió a actuaciones de la Royal Shakespeare Company. Un compañero de estudios recordó que Daniels, a quien conocía como Dave, "era muy serio con su trabajo, y me parecía increíblemente inteligente... tenías la sensación de que su mente estaba trabajando; los engranajes estaban en movimiento". Posteriormente, Daniels se formó durante tres años en la London Academy of Music and Dramatic Art (LAMDA).

## Carrera
Uno de los primeros papeles de Daniels fue como Justin Hayward, el cantante principal de the Moody Blues, cuando era adolescente, en dos de los videos musicales de la banda, "Your Wildest Dreams" (1986) y "I Know You're Out There Somewhere" (1988). En 1992, hizo una aparición en el infame episodio del accidente aéreo "Cascade" del programa de televisión Casualty, interpretando al copiloto del avión condenado. Ha asumido papeles en muchos dramas televisivos británicos, como Robin en The Lost Language of Cranes (1991), el personaje bíblico Jonathan en la película para televisión nominada al Emmy David (1997), el mujeriego Finn Bevan en Cutting It (2002–2005), y Nicholas Brocklehurst en la miniserie de televisión de la BBC The State Within (2006). Este último papel fue notable por un inesperado beso entre personas del mismo sexo entre el personaje de Daniels y otra persona. En 2008 apareció en Lark Rise to Candleford, una producción de la BBC basada en tres novelas semi-autobiográficas sobre el campo inglés escritas por Flora Thompson.
Daniels también ha interpretado a varios personajes de la vida real, como el Secretario de Estado alemán Dr. Josef Bühler en Conspiracy, una dramatización de 2001 de la Conferencia de Wannsee en la que se aprobó la Solución Final. También interpretó al autor y periodista Ian Fleming, creador de James Bond, en Ian Fleming: Bondmaker (2005), así como a Sir Francis Walsingham en The Virgin Queen (2005) y al escritor inglés Saki en Who Killed Mrs De Ropp? (2007). Además, ha hecho apariciones especiales en varias series de dramas televisivos británicos, incluyendo Soldier Soldier (1992), A Touch of Frost (1992), Outside Edge (1994), Spooks (2005), y Merlin (2011). En 2017, Daniels hizo una aparición especial en un episodio de Treehouse of Horror de The Simpsons como sacerdote.
Daniels puede ser más reconocible para el público estadounidense por su aparición en la película de 1996 Beautiful Thing. Daniels interpretó a Tony, el novio de Sandra, la madre del protagonista Jamie. En una película independiente dirigida por Lavinia Currier titulada Passion in the Desert (1997), Daniels interpretó a un soldado francés llamado Augustin Robert. La película fue nominada a un premio Golden Seashell. Otras películas en las que Daniels ha actuado incluyen The Bridge (1992), I Want You (1998), Madeline (1998), y Doom (2005). Le ofrecieron papeles en los estrenos de 2000 The Patriot y Vertical Limit, pero los rechazó y declaró que "el dinero era bueno, pero no era para mí". Daniels tuvo una breve aparición como el General Antoc Merrick en la película de Star Wars Rogue One: A Star Wars Story.
Daniels ha dicho que le encanta actuar en el escenario porque "es duro y te mantiene alerta como actor". Apareció en All's Well That Ends Well y As You Like It (1999–2000), y interpretó a Mercutio en una adaptación televisiva de 1994 de Romeo and Juliet. Otros créditos teatrales incluyen Waiting for Godot (1994) y 900 Oneonta (1994), que le valió una nominación al Mejor Actor en los Evening Standard Awards. También actuó en Martin Yesterday (1998), por la que fue nominado como Mejor Actor en los Manchester Evening News Theatre Awards, Naked(1998), Tales From Hollywood (2001), Three Sisters (2003), Iphigenia at Aulis (2004), The God of Hell (2005), y The Wild Duck (2005–2006). En 2006, Daniels apareció en Thérèse Raquin como Laurent, para lo cual un crítico calificó su actuación de "fascinante". El 1 de abril de 2018, Daniels apareció como Pontius Pilate en el musical en vivo de NBC, Jesus Christ Superstar Live in Concert!.
Daniels ganó el premio al Mejor Actor de Reparto en los Whatsonstage.com Theatregoers' Choice Theatre Awards y en los 25.º Premios Laurence Olivier en 2001 por su actuación en la obra de Arthur Miller All My Sons. Fue nominado por primera vez para este último premio al principio de su carrera, en 1991, por su interpretación del asesino Richard Loeb en la obra Never the Sinner en el Playhouse Theatre. En 2008, Daniels cumplió una ambición de toda la vida al hacer su debut en Broadway, protagonizando como el Vizconde de Valmont en una reposición de Les Liaisons Dangereuses. La obra se estrenó el 1 de mayo de 2008. Daniels fue nominado para un Premio Tony por Mejor Actor Principal en una Obra por su papel.
Daniels interpretó un papel recurrente en la serie de Netflix House of Cards (2013-2014) como el prominente fotógrafo Adam Galloway. También interpretó el papel del abogado Rory Murray en la segunda temporada de Passenger List, un podcast ficticio producido por Radiotopia. En la serie Interview with the Vampire, interpreta al vampiro teatral Santiago.

## Vida personal
Daniels estuvo en una relación con el actor Ian Gelder desde 1993 hasta la muerte de este último en mayo de 2024. Se conocieron durante la producción de Entertaining Mr Sloane de Joe Orton. La pareja residía en el sur de Londres. Daniels ya estaba seguro de su orientación en su adolescencia (una vez comentó: "¿Salir del armario? Nunca he estado dentro") aunque no discutió el tema con sus padres porque no tenían una relación emocional muy cercana. Era "cauteloso al mencionarlo cuando salí de la escuela de arte dramático, porque el SIDA aterrorizaba a todos y había una gran reacción homofóbica". Decidió revelar su homosexualidad a los 24 años, mientras aparecía en una actuación benéfica repleta de estrellas de Bent de Martin Sherman.
Daniels dijo en una entrevista en 2001: "La homofobia sigue siendo sorprendentemente prevalente en el cine y la televisión. Sé que he perdido trabajo por ser gay, y siempre es un problema. Incluso en un drama serio de BBC Two, habrá algún traje en alguna oficina diciendo, 'Hmmm, ¿no es marica?' No me considero políticamente gay, pero cada vez que percibo algo de eso ahora, lo abordo como una tonelada de ladrillos". En 2007, Daniels fue clasificado en el puesto 79 en la lista anual Pink List de 100 personas gay y lesbianas influyentes en Gran Bretaña, publicada por The Independent on Sunday, descendiendo desde el puesto 47 en 2006.

## Filmografía

### Televisión
| Año       | Título                              | Personaje                | Notas                                         |
| --------- | ----------------------------------- | ------------------------ | --------------------------------------------- |
| 2024      | Interview With The Vampire          | Santiago                 | Temporada 2                                   |
| 2023      | Foundation                          | Bel Riose                | Temporada 2                                   |
| 2021      | Jupiter's Legacy                    | Walter Sampson/Brainwave |                                               |
| 2016-2017 | El exorcista                        | Marcus Keane             | Principal                                     |
| 2015      | Flesh and Bone                      | Paul Grayson             | 8 episodios                                   |
| 2016      | The Hollow Crown                    | Humphrey Stafford        | 2 episodios                                   |
| 2014      | Jamaica Inn                         | Francis Davey            | 3 episodios                                   |
| 2013-2014 | House of Cards                      | Adam Galloway            | 7 episodios                                   |
| 2013      | The Paradise                        | Tom Weston               | 8 episodios                                   |
| 2011      | Merlín                              | Tristán                  | 2 episodios                                   |
| 2011      | Women in Love                       | Will Brangwen            | episodio 1.1                                  |
| 2009-2011 | Law & Order: UK                     | Fiscal James Steel       | 26 episodios                                  |
| 2008      | The Passion                         | Caifás                   | 4 episodios                                   |
| 2008      | Lark Rise to Candleford             | Rushton                  | episodio 1.5                                  |
| 2007      | Stellenbosch                        | Rechercheur Ben          | 2 episodios                                   |
| 2006      | The State Within                    | Nicholas Brocklehurst    | 6 episodios                                   |
| 2006      | The Virgin Queen                    | Francis Walsingham       | 2 episodios                                   |
| 2005      | Spooks                              | Oleg Korsakov            | episodio 4.8                                  |
| 2000-2004 | Cutting It                          | Fin Bevan                | 19 episodios                                  |
| 1999      | Aristocrats                         | Lord Kildare             | 5 episodios - miniserie                       |
| 1998      | Silent Witness                      | Owewn Johnson            | episodio "Brothers in Arms"                   |
| 1994      | Outside Edge                        | Alex Harrington          | 5 episodios                                   |
| 1994      | Romeo y Julieta                     | Mercucio                 |                                               |
| 1993      | Alleyn Mysteries                    | Norman Cubitt            | episodio "Death at the Bar"                   |
| 1992      | A Touch of Frost                    | Roger Massie             | episodio "Conclusions"                        |
| 1992      | Soldier Soldier                     | Capitán Andy Wright      | episodio "The Last Post"                      |
| 1992      | Casualty                            | Oficial Graham Marda     | episodio "Cascade"                            |
| 1992      | Screen Two                          | Robin Bradley            | episodio "The Lost Language of Cranes"        |
| 1991      | Great Performances                  | Robin Bradley            | episodio "The Lost Language of Cranes"        |
| 1990      | Drop the Dead Donkey                | Jack Davenport           | episodio "Old Father Time"                    |
| 1989      | Capital City                        | Colin de Selincourt      | episodio "Max in Trouble"                     |
| 1989      | The Paradise Club                   | Detective Webster        | 2 episodios                                   |
| 1988      | Scene                               | Adrian                   | episodio "The Crossing"                       |
| 1988      | The Modern World: Ten Great Writers | Hans Castorp             | episodio "Thomas Mann's 'The Magic Mountain'" |

### Cine
| Año  | Título                                       | Personaje                | Notas |
| ---- | -------------------------------------------- | ------------------------ | ----- |
| 1987 | Wish You Were Here                           | Oficial                  |       |
| 1988 | Freedom Fighter                              | Striemer                 |       |
| 1991 | The Lost Language of Cranes                  | Robin Bradley            |       |
| 1992 | The Bridge                                   | Rogers                   |       |
| 1993 | Rwendo                                       |                          | corto |
| 1994 | W.S.H.                                       | Kleinman                 |       |
| 1996 | Truth or Dare                                | Ben                      |       |
| 1996 | Beautiful Thing                              | Tony                     |       |
| 1997 | Passion in the Desert                        | Augustin Robert          |       |
| 1997 | David                                        | Jonatán                  |       |
| 1998 | Madeleine                                    | Leopold, el tutor        |       |
| 1998 | I Want You                                   | Bob                      |       |
| 1999 | Fanny and Elvis                              | Andrew                   |       |
| 2000 | Britannic                                    | Towsend                  |       |
| 2001 | Conspiracy                                   | Josef Bühler             |       |
| 2001 | Married/Unmarried                            | Danny                    |       |
| 2002 | Fogbound                                     | Leo                      |       |
| 2003 | Real Men                                     | Detective Matthew Fenton |       |
| 2004 | Agatha Christie Marple: 4.50 from Paddington | Alfred Crackenthorpe     |       |
| 2005 | Ian Fleming: Bondmaker                       | Ian Fleming              |       |
| 2005 | Doom                                         | Goat                     |       |
| 2007 | Who Killed Mrs De Ropp?                      | Saki                     |       |
| 2011 | The Last Days of Lehman Brothers             | John Thain               |       |
| 2013 | The Wipers Times                             | Lt. Colonel Howfield     |       |
| 2013 | Locke                                        | Gareth                   |       |
| 2013 | Jack the Giant Killer                        | Fumm                     |       |
| 2014 | Luna                                         | Grant                    | corto |
| 2016 | The Kaiser’s Last Kiss                       | Sigurd von Ilsemann      |       |
| 2016 | Rogue One: A Star Wars Story                 | General Merrick          |       |

### Teatro
| Año       | Obra                        | Personaje           | Director         | Teatro                    |
| --------- | --------------------------- | ------------------- | ---------------- | ------------------------- |
|           | Bien está lo que bien acaba | Bertram             |                  | Leicester Theatre         |
|           | The Brontës of Haworth      | James Feather       |                  | Scarborough Theatre       |
|           | Cracks                      | Gideon              |                  | King's Head Theatre       |
|           | Electra                     | Pílades             |                  | Leicester Theatre         |
|           | Family Circles              | James               |                  | Scarborough Theatre       |
|           | Orgullo y prejuicio         | George Wickham      |                  | Royal Exchange Theatre    |
|           | The Tutor                   | Bollwerk            |                  | Old Vic                   |
| 1986      | El enfermo imaginario       | Cleante             | Nancy Meckler    | Donmar Warehouse          |
| 1991      | Never the Sinner            | Richard Loeb        |                  | Playhouse Theatre         |
| 1993      | Entertaining Mr. Sloane     | Sloane              |                  | Greenwich Theatre         |
| 1994      | 900 Oneonta                 | Tiger               | David Beaird     | Old Vic                   |
| 1994      | Esperando a Godot           | Lucky               |                  | Lyric Theatre             |
| 1998      | Naked                       | Franco              |                  | Almeida Theatre           |
| 1998      | Martin Yesterday            | Matt                |                  | Royal Exchange Theatre    |
| 1999-2000 | Como gustéis                | Orlando             | Michael Grandage | Crucible y Lyric Theatre  |
| 2000      | Todos eran mis hijos        | Chris Keller        | Howard Davies    | National Theatre          |
| 2001      | Tales from Hollywood        | Ödön von Horváth    |                  | Donmar Warehouse          |
| 2003      | Tres hermanas               | Aleksandr Vershinin | Katie Mitchell   | National Theatre          |
| 2004      | Ifigenia en Áulide          | Agamenón            | Katie Mitchell   | National Theatre          |
| 2005      | The God of Hell             | Welch               |                  | Donmar Warehouse          |
| 2005      | El pato salvaje             | Gregers Werle       | Michael Grandage | Donmar Warehouse          |
| 2007      | Thérèse Raquin              | Laurent             | Marianne Elliott | National Theatre          |
| 2008      | Les liaisons dangereuses    | Vizconde de Valmont |                  | American Airlines Theatre |
| 2011      | Intriga y amor              | Canciller           | Michael Grandage | Donmar Warehouse          |
| 2011      | Haunted Child               | Douglas             |                  | Royal Court Theatre       |

### Videos
| Año  | Grupo           | Canción                             |
| ---- | --------------- | ----------------------------------- |
| 1986 | The Moody Blues | "Your Wildest Dreams"               |
| 1988 | The Moody Blues | "I Know You're Out There Somewhere" |

## Premios y nominaciones
| Año  | Premio                 | Categoría               | Obra                      | Resultado |
| ---- | ---------------------- | ----------------------- | ------------------------- | --------- |
| 1991 | Laurence Olivier       | Mejor actor de reparto  | Never the Sinner          | Nominado  |
| 1994 | Evening Standard Award | Mejor actor             | 900 Oneonta               | Nominado  |
| 1998 | M.E.N. Theatre Award   | Mejor actor             | Martin Yesterday          | Nominado  |
| 2001 | Laurence Olivier       | Mejor actor de reparto  | Todos eran mis hijos      | Ganador   |
| 2001 | WhatsOnStage Award     | Mejor actor de reparto  | Todos eran mis hijos      | Ganador   |
| 2008 | Theatre World Award    | Mejor Actor             | Las relaciones peligrosas | Ganador   |
| 2008 | Tony                   | Mejor actor protagónico | Las relaciones peligrosas | Nominado  |